# Транспорт в Кувейте
Транспорт в Кувейте представлен всеми видами транспорта за исключением рельсового. Основную роль в стране играет автомобильный транспорт, в том числе общественные автобусы. На побережье Персидского залива Кувейт имеет несколько портов. Есть семь аэропортов, крупнейший и единственный гражданский — международный аэропорт Кувейт.

## Железнодорожный транспорт
Кувейт не располагает железнодорожной инфраструктурой, однако увеличение интенсивности автомобильного движение привело к появлению нескольких железнодорожных проектов. Эль-Кувейт должен стать одной из конечных станций дороги Gulf Railway, 2 000 км которой свяжут несколько стран Залива. Другим перспективным проектом является строительство четырёх линий столичного метро. Общая протяжённость метро составит 160 км с 69 станциями.

## Автомобильный транспорт
Кувейт имеет высокую обеспеченность автомобилям: 1 автомобиль на 2,25 человека — что делает автомобильный транспорт основным в стране. Общая протяженность асфальтированных и грунтовых дорог на 2010 год составляла 6 608 км. В дневное время движение по дорогам затруднено из-за количества транспортных средств, особенно в Эль-Кувейте.
В Кувейте один из самых высоких показателей смертности в результате дорожно-транспортных происшествий. Каждый год погибает несколько сотен человек и тысячи получают раненения. В первом полугодии 2012 года количество штрафов, выписанных за нарушение правил дорожного движения, превысило число зарегистрированных транспортных средств.
При отсутствии рельсового транспорта общественные перевозки обеспечиваются почти полностью за счёт автобусных маршрутов. С 1962 года действует государственная Kuwait Public Transportation Company, автобусы которой обслуживают местные и зарубежные маршруты. Ведущей частной автобусной компанией является CityBus, которая обслуживает около 20 маршрутов по всей стране. Другая частная автобусная компания, Kuwait Gulf Link Public Transport Services, основанная в 2006 году, обслуживает несколько внутренних и международных маршрутов.

## Водный транспорт

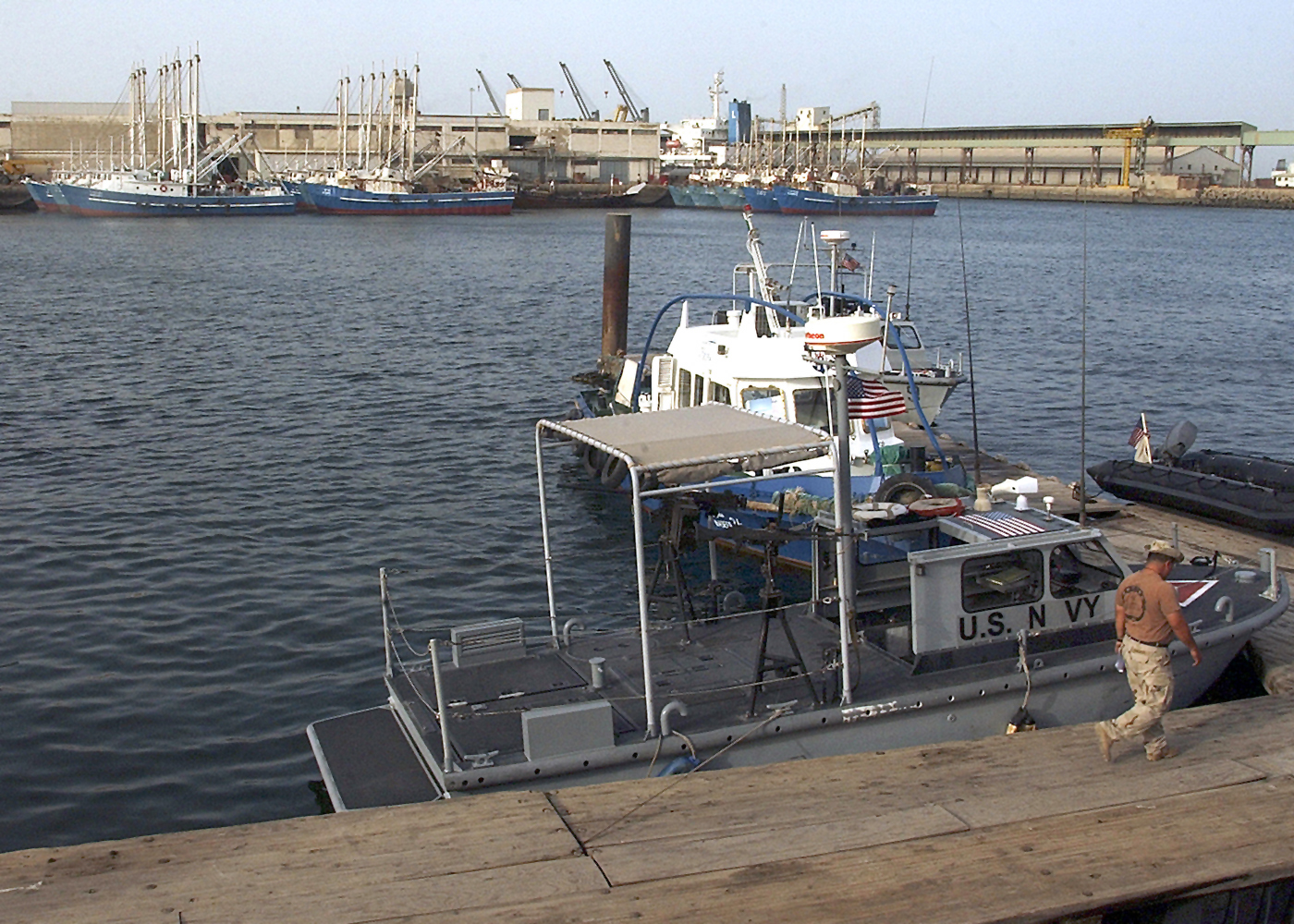
Порт Эш-Шуайба

Основные порты Кувейта в Персидском заливе:
- Эш-Шуайба
- Эш-Шувайх
- Эль-Кувейт
- Мина-Абд-Аллах
- Мина-эль-Ахмади
- Мина-Сауд

Торговый флот Кувейта на 2010 год насчитывал 34 корабля (водоизмещением 1000 т и более), в том числе: 2 балкера, 3 скотовоза, 6 контейнеровозов, 4 танкера для жидкого газа, 19 нефтеналивных танкеров.
45 судов, принадлежащих Кувейту, зарегистрированы в других странах.

## Воздушный транспорт
По состоянию на 2013 год Кувейт располагал семью аэропортами, в том числе четырьмя с бетонным покрытием. Также в стране насчитывалось 4 вертолётодрома. Единственным гражданским и единственным международным является аэропорт Кувейт.

### Авиаперевозчики
Национальным авиаперевозчиком Кувейта является компания Kuwait Airways. Другой авиакомпанией Кувейта является лоукостер Jazeera Airways.

## Трубопроводный транспорт
По состоянию на 2013 год Кувейт располагал 261 км газопроводов, 540 км нефтепроводов и 57 км трубопроводов для нефтепродуктов.